# Catherine (videojuego)
Catherine (キャサリン Kyasarin?) es un videojuego de terror, lógica y aventura desarrollado y distribuido por Atlus para PlayStation 3 y Xbox 360. Es el primer juego de Atlus desarrollado a nivel interno para videoconsolas de séptima generación en alta definición, descrito como un videojuego dirigido al público adulto, por el diseñador de los personajes, Shigenori Soejima. La parte cinematográfica del juego fue manejada por Studio 4°C. El juego fue lanzado en Japón el 17 de febrero de 2011 y en Norteamérica el 26 de julio de ese mismo año. En 2012 fue lanzado en Europa el 10 de febrero y en Australia el 23 de febrero. También está disponible en la PlayStation Store desde febrero de 2012 y en Games on Demand desde abril de ese año.
El videojuego tiene una versión extendida titulada Catherine: Full Body, que fue lanzada en Japón en 2018 para las consolas PlayStation 4 y PlayStation Vita. Este nuevo juego incluirá un nuevo personaje, nuevas mecánicas de juego y más niveles de dificultad, entre otras cosas.
Además, el videojuego fue lanzado el 10 de enero de 2019 para PC con el nombre Catherine: Classic, contando con mejoras como resolución 4k.

## Argumento
La historia se inicia como programa de televisión nocturno llamado Golden Playhouse, un programa que nos recuerda a The Twilight Zone con su conductora Midnight Trihs, la cual da la bienvenida al programa y da comienzo diciendo la siguiente frase: ¿Han escuchado alguna una vez que si mueres en el mundo de los sueños morirás también en el mundo real? que nos lanza directamente a la trama del videojuego. Nuestro protagonista, Vincent Brooks, un adulto joven de 32 años, está comprometido con su novia, amiga y compañera de clase de toda la vida Katherine McBride, pero Vincent no es totalmente sincero consigo mismo ya que no cree estar listo para algo tan grande como el matrimonio, es más, ni siquiera sabe si estar feliz o preocupado por el evento más grande que está por ocurrir en su vida debido a que lleva la costumbre de vivir un estilo de vida solo y despreocupado, hasta que un día conoce a una chica misteriosa de 22 años llamada Catherine. Desde ese momento comenzarán noches de pesadilla que amenazarán tanto su vida como la de su relación de verdadero amor y pondrán a prueba su moral, ética, fidelidad, sus emociones ante el fenómeno más grande de su vida y, por último, el camino que deberá tomar por el resto de su vida: el de la infidelidad o el de la felicidad.

## Personajes
Vincent Brooks  (ヴィンセント・ブルックス Vinsento Burukkusu) El protagonista del juego.
voz: Kōichi Yamadera (Japonés), Troy Baker (Inglés)
Es un empleado de oficina de 32 años de edad en el momento de la vida entre la independencia de los padres y el matrimonio. No tiene ambiciones respecto al amor y el romance. Está bajo presión para casarse con Katherine, pero quiere continuar con su manera despreocupada de vida solitaria. Su vida cambia inesperadamente cuando se encuentra con una misteriosa belleza llamada Catherine en su bar local, La Oveja Perdida. Los sueños y la realidad comienzan a desdibujarse en conjunto, y al parecer, queda atrapado en un mundo diferente dentro de sus pesadillas.
Catherine  (キャサリン Kyasarin)
voz: Miyuki Sawashiro (Japonés), Laura Bailey (Inglés)
Catherine es una misteriosa chica rubia, de ojos azules, de 22 años de edad, una mujer que tiene un rostro encantador y un "buen proporcionado" cuerpo, lo que hace que los hombres la miren. Ella también tiene un "Koakuma (Gyaru) aire" de ella, un día conoce a Vincent; que pasa a ser el tipo de Vincent, y los dos terminan pasando la noche juntos después de seducirlo. Su conducta despreocupada empieza a perturbar la vida de Vincent. Después de conocer a Catherine, Vincent comienza a tener pesadillas. Aparece en la portada de la versión de PS3.
Katherine McBride  (キャサリン・マクブライド Kyasarin Makuburaido)
voz: Kotono Mitsuishi (Japonés), Michelle Ruff (Inglés)
Es una mujer de 32 años de edad, a mediados de gestión de los empleados de nivel a un fabricante de prendas de vestir. Ella y Vincent son de la misma ciudad y fueron compañeros de clase en la escuela, y después de un encuentro casual en una reunión de la escuela, entablaron una relación. Katherine sugiere matrimonio con Vincent, pero él no está listo para tal compromiso. De repente, Katherine le cuenta a Vincent que está embarazada. (Katherine aparece en la portada de la versión de Xbox 360).
Orlando Haddick  (オーランド Ōrando)
voz: Hiroaki Hirata (Japonés), Liam O'Brien (Inglés)
Orlando es un divorciado de 32 años de edad, ingeniero de software, viejo amigo de Vincent, y también, un habitual en la barra de La Oveja Perdida. También frecuenta el cielo Kappa sushi bar durante el día. Orlando vive libre de preocupaciones, tanto en sus palabras como en sus acciones, está desencantado con la idea del matrimonio y se lo desaconseja al preocupado Vincent. Sufrió mucho cuando él y su exesposa vivían juntos, divididos por los problemas financieros, y todavía se siente traicionado por ello. Más tarde, aparece en las pesadillas como "Oveja con Sombrero Rojo", culpable por su orgullo de ser la causa de negarse a comenzar de nuevo con su exesposa.
Jonathan "Jonny" Ariga  (ジョニー Jonī) 
voz: Takehito Koyasu (Japonés), Travis Willingham (Inglés)
Jonny es un joven de 32 años de edad, vendedor de automóviles usados. Es un viejo amigo de Vincent y de Orlando, con una licenciatura, y también un cliente habitual en la barra de oveja perdida. Trabaja en el lote de autos usados y con planes de continuar con el negocio familiar. Tiene grandes ideales con respecto al matrimonio, declarando que cree que el matrimonio debería ser con la pareja destinada. A pesar de que tiene novia, no está interesado en casarse con ella debido a sus viejos sentimientos por Katherine. Más tarde, aparece en las pesadillas como "la oveja que fuma" debido a su sentimiento de culpa de la negativa de avanzar con su novia y traicionar a Vincent por amar a Katherine.
Tobias "Toby" Nebbins  (トビー Tobī)
voz: Kishō Taniyama (Japonés), Yuri Lowenthal (Inglés)
Toby es un joven de 30 años de edad, vendedor de automóviles usados y colega de Jonny. También un habitual en la barra de La Oveja Perdida. Toby es inexperto y profesa un gran deseo de casarse, diciendo que en el momento en que tenga una novia se casará con ella. Tiene una atracción por las mujeres mayores y se siente atraído por la camarera de La Oveja Perdida, Erica.
Erica Anderson  (エリカ Erika)
voz: Junko Minagawa (Japonés), Erin Fitzgerald (Inglés)
Erica es la camarera de 32 años de edad de La oveja descarriada y amiga de la infancia de Vincent. Tiene una personalidad brillante y está al día con los chismes de la ciudad. Toby se siente atraído por ella y pierde su virginidad con ella. Durante el final de los Enamorados sale a la luz que es una transexual operada, algo a lo que se hizo alusión a lo largo del juego, y que anteriormente se llamaba Eric.
Thomas "Boss" Mutton
voz: Norio Wakamoto (Japonés), Kirk Thornton (Inglés)
Jefe (conocido como "Maestro" en la versión japonesa) es el dueño de La Oveja Perdida y camarero. El jugador le usa para hacer amigos con nuevos clientes. A pesar de que hace referencias a sus esposas y a una historia un tanto sórdida, se sabe muy poco acerca de él y rara vez se le ve sin sus gafas de sol. Más adelante en el juego, se revela como una encarnación de Dumuzid el Pastor, así como el arquitecto detrás de las pesadillas.
Voz Misteriosa (Astaroth)  (声 Koe)
voz: Junko Minagawa (Japonés), Yuri Lowenthal (inglés)
Una voz extraña que habla a Vincent desde una ventana de un confesionario, hacer comentarios crípticos y observaciones prejuiciosas a Vincent cuando sufre las pesadillas. También puede hablar con Vincent fuera de las pesadillas, sobre todo le informa de lo que habrá en la próxima pesadilla, mientras que Vincent se lava la cara en el baño de La Oveja Perdida, o mientras bebe en La Oveja Perdida.
Trisha (Rue Ishida)  (石田☆ルウ Ishida Rū)
voz: Junko Minagawa (Japonés), Erin Fitzgerald (inglés)
Trisha, es "Midnight Venus" de Golden Playhouse y tiene una gran melena afro de color rojo. Ofrece una introducción a los modos del juego y el texto relativo a Vincent, a sus logros en las etapas de pesadilla y le proporciona pistas. Se pone de manifiesto con anterioridad a la etapa final de la modalidad del juego "Babel" desafío de ser, de hecho es Ishtar y la verdadera identidad de Astaroth, y se rompe la cuarta pared al decirle al jugador que estaba esperando para mostrar excepcionales habilidades de escalar a través de Vincent para encontrar un reemplazo de su consorte, Dumuzid, de quien se había cansado debido a su engaño.
Nergal  (ネルガル Nerugaru)
voz: ルガル (Japonés), Jamieson Price (inglés)
Padre de Catherine. Aparece en dos de los finales alternativos del juego. Siendo él mismo un poderoso demonio, no está de acuerdo con la relación de Catherine y Vincent, pero rápidamente se inclina a la voluntad de Catherine. Después de los créditos por el término de que ha visto de nuevo, como un ser inferior a Vincent.

## Multifinales
El juego da la posibilidad de alterar los acontecimientos finales dependiendo de las decisiones y respuestas que toma el jugador siendo la máxima cantidad posible de finales 7.